# Homoeothele micans
Homoeothele micans là một chi đơn loài nhện trong họ Gnaphosidae. Chúng chỉ được tìm thấy ở Australia.